# Remzifaik Selmani
Remzifaik Selmani (cirill betűkkel: Ремзифаик Селмани; Tetovo, 1997. május 5. –) macedón korosztályos válogatott labdarúgó.

## Pályafutása

### Klubcsapatokban
A macedón támadó az FK Renova együttesénél nevelkedett, majd itt lett profi játékos. 2014 és 2017 között erősítette a klubot. 2017. augusztus 16-án igazolt az Újpest FC együtteséhez. A 2022–23-as szezonban a Mezőkövesd játékosa volt.

### A válogatottban
A Macedónia U18-as, U19-es és U20-as korosztályos válogatott csapataiban is szerepelt.